# Федоровка (Уфа)
Федоро́вка (баш. Федоро́вка) — село в составе городского округа город Уфа, относится к Федоровскому сельсовету, подчинённому Калининскому району.

## Название
Название села, в отличие от большинства других населённых пунктов со схожим названием, произносится не Фёдоровка, а Федоро́вка, с ударением на третий слог. Примеры произношения: 

## История
До 1992 года в составе Уфимского района.
С 1992 года в составе Федоровского сельсовета Калининского района Уфы.

## Население
| 2010 |
| ---- |
| 545  |

Национальный состав
75 % русских в 2002 г.

## Инфраструктура
С 2007 года планируется возведения жилого района Елкибаево — Федоровка — Самохваловка в Калининском районе на земельном участке ориентировочной площадью 2650 га городских земель.. Уфимцам предложено придумать названия улиц в новом микрорайоне

## Транспорт
Автобусы: 130, 131, 133. 
Маршрутные такси: 291.

## Религия
В селе есть мечеть «Ас-Салям».